# Ludwig Hartmann (Komponist)

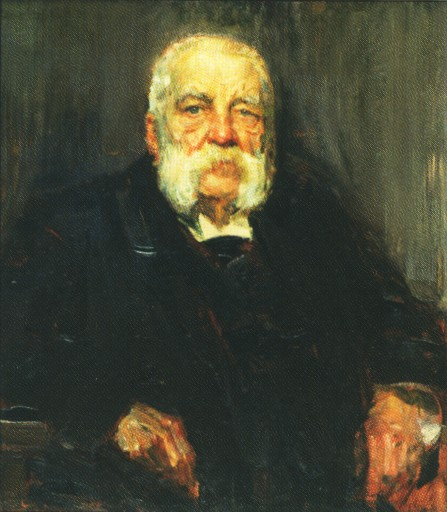
Robert Sterl: Ludwig Hartmann (1908), Städtische Galerie Dresden

Friedrich Wilhelm Ludwig Hartmann (* 3. August 1836 in Neuss; † 14. Februar 1910 in Dresden) war ein deutscher Komponist und Musikkritiker.

## Leben
Hartmann war Sohn des Musikdirektors in Neuss, Friedrich Hartmann. Er wurde im Konservatorium zu Leipzig ausgebildet und ging anschließend als Schüler von Franz Liszt nach Weimar. 
Im Jahr 1861 heirateten Ludwig Hartmann und Louise, geborene von Kirchmann (1831–1907), Tochter des Juristen Julius von Kirchmann und dessen Ehefrau Henriette.
Von 1859 bis zu seinem Tod lebte er in Dresden. Sein Grab befindet sich auf dem Johannisfriedhof im Familiengrab Hartmann. Auch seine Ehefrau Louise Hartmann fand dort ihre letzte Ruhe.
In Dresden-Blasewitz erinnert die entlang der Flurgrenze von Neugruna und Neuseidnitz verlaufende Ludwig-Hartmann-Straße an den Komponisten. Er lebte seit 1873 in Neuseidnitz, investierte sein Geld dort in die Schaffung von Bauland und ließ die Straße 1876 anlegen.

## Werk
Von Hartmanns Kompositionen haben besonders seine Lieder und Balladen weite Verbreitung gefunden, doch ist er auch mit Erfolg als Klavierkomponist und Pianist aufgetreten. Als Musikschriftsteller und -kritiker erwarb er sich in Dresden einen sehr geachteten Namen. In seiner über 50-jährigen Tätigkeit setzte er sich vor allem für Richard Wagner und Richard Strauss ein und unterstützte junge Sänger der Semperoper.

## Werkverzeichnis (Auswahl)
- op. 1 – Lieder und Gesänge, Heft 1, 1861: 1. Zieht hin, ihr lieben stillen Lieder. 2. Der Himmel hat eine Thräne geweint, 3. Im Wald, im Wald ist’s frisch und grün (Friedrich Körner), 4. Werde heiter mein Gemüthe, 5. Ich muss hinaus[3]
- op. 2 – Lieder und Gesänge, Heft 2 (für tiefe Stimme), 1861: 1. Es fällt ein Stern herunter (Heinrich Heine), 2. Ein Fichtenbaum steht einsam, 3.  Aus den Himmelsaugen droben (Heinrich Heine), 4. Nacht liegt auf fremden Wegen (Heinrich Heine)[3][4]
- op. 3 – Lieder und Gesänge, Heft 3, 1861: 1. Leise zieht durch mein Gemüt (Heinrich Heine), 2. Durch den Wald wie schimmert es, 3. Ich will meine Seele tauchen (Heinrich Heine), 4. Unter allen Wipfeln ist Ruh’, 5. Aus meinen Tränen sprießen (Heinrich Heine)[3][5]
- op. 4 – Lieder, Heft 4, 1861: 1. Wie ist doch die Erde so schön, 2. Schwanenlied (Wilhelmine Schröder-Devrient),[6][7] 3. Nicht mit Engeln im blauen Himmelszelt[8]
- op. 5 –  Drei Lieder: 1. Scheiden – Leiden (Emanuel Geibel), 2. Rosenzeit (Emanuel Geibel), 3. Lehn deine Wang’ an meine Wang’ (Heinrich Heine)[9][10]
- op. 5 – Der Geisterkönig, Ballade[11]
- op. 6 – 6 Lieder für Sopran, 1862: 1. Die linden Lüfte sind erwacht (Ludwig Uhland), 2. Sterne mit den gold’nen Füßchen (Heinrich Heine), 3. Die stille Wasserrose, 4. Das ist ein Brausen und Heulen (Heinrich Heine), 5. Ich stand in dunklen Träumen (Heinrich Heine), 6. Die Höh’n und Wälder steigen[11][12][13]
- op. 7 – Notturno in Des-Dur für Klavier[14]
- op. 8 – Polonaise in B-Dur für Klavier[14]
- op. 9 – Der Postillon „Lieblich war die Maiennacht“, Ballade für gemischten Chor, Bariton-Solo und Pianoforte[15]
- op. 10 – Sechs Concertlieder:  1. Ja, du bist elend und ich grolle nicht (Heinrich Heine), 2. Wahrhaftig (Heinrich Heine), 3. Spätherbstnebel, kalte Träume (Heinrich Heine), 4. An des Busens dunkle Zelle, 5. Lehn deine Wang’ (Heinrich Heine), 6. Laue Luft kommt blau geflossen (Joseph von Eichendorff)[16]
- op. 10 – 1864: 2. Wenn der Frühling auf die Berge steigt (Friedrich von Bodenstedt)
- op. 10 – In den Thermopylen „Nacht war’s in der Thermopylenschlucht“ für Männerchor mit Pianoforte[15]
- op. 12 –  2. Es war ein alter König (Heinrich Heine)[17]
- op. 13 – Lieder, 1864: 1. Im wunderschönen Monat Mai (Heinrich Heine), 2. Neig’, schöne Knospe, dich zu mir (Friedrich von Bodenstedt nach Mirza Schaffy Wazeh), 3. Gekommen ist der Maie (Heinrich Heine), 4. Im Gras der erste Morgenthau (Henriette von Kirchmann), 5. Und wüssten’s die Blumen, die kleinen (Heinrich Heine), 6. Nun weiß ich, wie der Erde ist (Richard von Meerheimb)[18][19]
- op. 14 – Den tapferen Toten „Herrliches Saatgut, im Felde der Ehre“ für gemischten Chor und Klavier (Thusnelda Wolff-Kettner)[20]
- op. 16 – Ballade, 1865: Mir träumte von einem Königskind (Heinrich Heine),[21] für tiefe Stimme[22] und für hohe Stimme[23]
- op. 17 – Sechs Lieder für Sopran oder Tenor, 1866 (Karl Wolff Musikverlag, Dresden-Neustadt): 1. Zuléihka (Mirza Schaffy Wazeh, Bodenstedt), 2. Die Abendglocken klangen (Joseph von Eichendorff), 3. Echo (Richard von Meerheimb), 4. Du bist wie eine Blume (Heinrich Heine), 5. Der Postillon (Otto Friedrich Gruppe), 6. Widmung (Müller von Königswinter)[24][25]
- op. 18 – Ballade für Klavier[26]
- op. 20 – Sechs Lieder, 1865: 1. Ich singe dich, liebliches Mädchen (Friedrich von Bodenstedt), 2. Mit deinen blauen Augen (Heinrich Heine), 3. Wand’re fröhlich in die Weite (Ludwig Hartmann),[27] 4. Allnächtlich im Traume seh’ ich dich (Heinrich Heine), 5. Wenn ich in deine Augen seh (Heinrich Heine), 6. Und als endlich die Stunde kam (Ludwig Hartmann nach Harry Brett)[28][29]
- op. 21 – Drei Wanderlieder für eine Singstimme mit Pianoforte (Robert Reinick), 1866: 1. Abschied, 2. In der Fremde, 3. Rückkehr[30][31]
- op. 22 – Lieder, 1867: 1. Liebesfeier „An ihren bunten Liedern“ (Nikolaus Lenau), 2. An die blaue Himmelsdecke (Heinrich Heine), 3. Der Sommertag sinkt mählig, 4. Frühlingswarnung (Joseph von Eichendorff), 5. Als kennt’ ich dich seit Jahren, 6. Geh’ zur Ruh’ (Karl Isidor Beck)[32][33]